# Viktória porosz királyi hercegnő
Viktória porosz királyi hercegnő, férjezett Viktória schaumburg–lippei hercegné (németül: Prinzessin Viktoria von Preußen, Prinzessin zu Schaumburg-Lippe, teljes nevén Friederika Amalia Wilhelmine Viktoria; Potsdam, 1866. április 12. – Bonn, 1929. november 13.) porosz királyi és német császári hercegnő, házassága révén schaumburg–lippei hercegné.

## Élete
Viktória porosz királyi hercegnő 1866. április 12-én jött világra a potsdami Neues Palaisban III. Frigyes német császár (1831–1888) és Viktória brit királyi hercegnő (1840–1901) ötödik gyermekeként, egyben második leányaként. Édesapja még csupán trónörökösi rangban volt születésekor, a porosz királyi címet a hercegnő nagyapja viselte. Édesanyja a brit királyi családól származott; Viktória brit királynő legidősebb leánya volt. E rokoni szál révén a brit uralkodónő jelentős befolyást gyakorolt gyermekeire és unokáira egyaránt. Viktória hercegnőt május 24-én keresztelték meg az uralkodócsalád hagyományainak megfelelően protestáns hitre.
A családi körben csak Moretta vagy ifjabb Viki becenéven ismert Viktória porosz hercegnőnek boldog gyermekkorban volt osztályrésze. Szüleivel és testvéreivel leginkább a berlini és a potsdami palotában élt; valamint gyakorta tett látogatásokat anyai nagyanyja udvarába. Testvéreitől eltérően a hercegnő nem állt szoros viszonyban szüleivel, kapcsolatukat nemegyszer feszültség jellemezte. A hercegnőnek édesanyjával akadtak nézeteltérései.
Viktória porosz hercegnő számára az első férjjelölt a portugál király fia – a későbbi I. Károly portugál király – volt. A terv azonban hamar feledésbe merült, minthogy a hercegnő gyengéd érzelmeket táplált I. Sándor bolgár fejedelem és battenbergi herceg irányába. A fiatal fejedelmet az oroszok és a poroszok ültették trónjára, és a két ország együttesen ellenőrizte a bolgár belügyeket. Sándor fejedelem azonban mindinkább a gyámkodástól való megszabadulásért küzdött, szembefordulva az oroszokkal és a poroszokkal. 1879-ben a fejedelem a porosz udvarba látogatott, ekkor ismerkedett meg Viktória hercegnővel. A hercegnő szülei és a brit udvar támogatta a bolgár fejedelem és a hercegnő házassági terveit, a porosz „vaskancellár” azonban ellenezte. Otto von Bismarck szerint ha egy porosz hercegnő feleségül menne a bolgár fejedelemhez, akkor az a porosz befolyást erősítve több szempontból is sértené az orosz érdekeket. A kancellár úgy látta, a britek a házasság felhasználásával próbálnak meg éket verni a poroszok és az oroszok közé. A kancellár meggyőzte saját érvei helyességéről a porosz uralkodót is, aki nem engedélyezte unokája házasságát a bolgár herceggel. A fejedelem később egy opera-énekesnővel létesített viszonyt és kötött rangon aluli házasságot.
Viktória hercegnő csak 1890-re adta fel a reményt, hogy feleségül mehet választottjához. Szülei ekkor Adolf schaumburg–lippei herceg (1859–1916) személyében jelölték ki jövendőbelijét. A hercegnő beletörődött szülei választásába; az eljegyzést 1890 júniusában hivatalosan is bejelentették. Az esküvőt 1890. november 18-án tartották a német fővárosban, az anyacsászárné palotájának kápolnájában. A házasság boldogtalanul alakult – egy korai vetéléstől eltekintve nem születettek gyermekeik, és a porosz királyi hercegnő sosem rejtette véka alá megvetését férje az uralkodócsaládok között alacsonynak számító származása miatt. A házaspár olaszországi és egyiptomi nászútját követően a bonni Schaumburg-palotában rendezte be állandó otthonát. A palota később a német kancellár lakhelyeként szolgált.
Az első világháború közepén 1916-ban a porosz hercegnő özvegyen maradt. Két évvel később a németországi forradalmak eredményeként kikiáltották a köztársaságot, a hercegnő több rokona száműzetésbe kényszerült. Az országban maradott hercegek vagyonát ugyanakkor nem államosították, így Viktória hercegnő anyagi helyzete továbbra is biztosított volt. Az özvegy hercegné magányosan, elszigetelten élt egészen 1927-ig. Ekkor a hercegnő megismerkedett egy nála harmincöt évvel fiatalabb orosz kalandorral. Alekszandr Anatoljevics Zubkov (1901–1936) egy ősi orosz nemesi családból származott, aki az orosz forradalom után menekülni kényszerült szülőföldjéről. Családja, elsősorban testvérei heves ellenkezése ellenére is 1927. november 19-én a porosz hercegnő az otthonában orosz ortodox szertartás keretében összeházasodott az orosz kalandorral. Második férje hamar tetemes adósságokba verte magát szerencsejátékokkal. Viktória hercegnő rendezte férje tartozásait, de ez felemésztette egész vagyonát: még a palota bútorait is árverésre kellett bocsátania. Az árverés után a hercegnő egy szerényen berendezett egyszobás lakásba költözött Bonn egyik külvárosába. A hercegnő a férjétől való válást fontolgatta, miután Alekszandr Anatoljevics Zubkov elhagyta őt és külföldre távozott.
Viktória porosz királyi hercegnő és schaumburg–lippei hercegné 1929. november 13-án hunyt el teljes szegénységben egy bonni kórházban, tüdőgyulladás következtében. Pár nappal korábban jelentette be válási szándékát. Nővére, Margit porosz királyi hercegnő és hessen–kasseli hercegné közbenjárására a hercegnőt a hesseni uralkodócsalád kriptájában temették el. Emlékiratait Was mir das Leben gab – und nahm címen adták ki.

## Külső hivatkozások
- Az uralkodóház hivatalos honlapja (német nyelven). Preussen.de. [2017. június 27-i dátummal az eredetiből archiválva]. (Hozzáférés: 2010. március 22.)
- Dr. Gisela Bensch: A Schaumburg-palota története (német nyelven). [2009. június 6-i dátummal az eredetiből archiválva]. (Hozzáférés: 2010. március 22.)
- Viktória porosz királyi hercegnő és Adolf schaumburg–lippei herceg esküvője (angolul)